# Ануфриевка (Коми)
Ану́фриевка — деревня в Корткеросском районе Республики Коми. Входит в сельское поселение Нёбдино.
Расположена на правом берегу Вычегды.

#### Название деревни
Деревня Ануфриевка названа в честь коми писательницы Ануфриевой Альбины Зиновьевны